# 歐里梅敦戰役
歐里梅敦戰役（英語：Battle of the Eurymedon），古希臘提洛同盟與波斯帝國薛西斯一世間的一場戰役，是希波战争的一部分。發生時間為西元前469年，或西元前466年，由雅典領導的提洛同盟，進攻波斯帝國小亞細亞的領地，與阿契美尼德王朝小亞細亞總督區的軍隊，在歐里梅敦河口附近發生戰鬥。雙方在陸地與海上同時間進行兩場戰役，最終由希臘城邦獲勝。